# باسل شبيب
باسل شبيب (17 ديسمبر 1959 -) ممثل وكاتب تلفزيوني عراقي.

## مسيرته
بدأ حياته الفنية منذ أن كان في السابعة من عمره. شارك أول مسرحية ضمن مجموعة أولاد كانوا كمجموعة في مسرحية كفر قاسم التي عرضت آنذاك ضمن مهرجان المسرح الطلابي في نينوى، وقد اكتشف المخرج الواسطي احسان عبدالقادر قدرته على التمثيل وأسند له أدوارا بعد ذلك في الأوبريتات المدرسية.
ثم عندما أصبح عمره (17) سنة انضم إلى فرقة باسم المجموعة وقد أنتجت هذه الفرقة اعمالا كبيرة وكان من مخرجيها عبدالجبار كاظم وهادي عباس وقاسم داود، ويشاء القدر ان أعضاء الفرقة الخمسة يقبلون في كلية واحدة من جامعة البصرة هي (الهندسة) واستمرت هذه الفرقة بالإنتاج المسرحي إلى عام 1983، حيث اخذت الحرب منا مأخذها واستشهد ثلاثة من فنانينها وتفرق الاحزان كل واحد في بلد وسافر إلى النمسا، وعاد بعد 13 سنة أي في عام 1994 واستمر في عطائه المسرحي، ثم لجأ إلى التلفزيون كممثل ثم انتقل إلى التاليف.

## أعماله

### في التلفزيون قام بتأليف
| سنة الإنتاج               | اسم المسلسل |
| ------------------------- | ----------- |
| واحد زائد واحد            | 2020        |
| يسكن قلبي                 | 2020        |
| رازقية: أعماق الأزقه (ج3) | 2015        |
| أعماق الأزقة (ج2)         | 2013        |
| رباب                      | 2013        |
| أعماق الأزقة              | 2012        |
| بقايا حب                  | 2012        |
| رجال وقضية                | 2011        |
| عائد من الرماد            | 2010        |
| ثلج في زمن النار          | 2008        |
| الأصيل                    | 2007        |

### في التلفزيون قام بتمثيل
| سنة الإنتاج               | اسم المسلسل |
| ------------------------- | ----------- |
| انتقام روح                | 2023        |
| رازقية: أعماق الأزقه (ج3) | 2015        |
| رباب                      | 2013        |
| أعماق الأزقة              | 2012        |